# Coppa del Mondo T20 maschile di cricket 2009
La Coppa del Mondo T20 maschile di cricket 2009 è stata la seconda edizione del campionato del mondo di cricket in versione Twenty20. Si è disputato in Inghilterra tra il 5 giugno e il 21 giugno 2009. Dodici squadre hanno preso parte alla manifestazione, tra queste nove dei dieci full members dell'International Cricket Council (non ha partecipato lo Zimbabwe) con l'aggiunta di Irlanda e Paesi Bassi, le due finaliste del torneo di qualificazione, inoltre l'assenza dello Zimbabwe ha permesso anche alla Scozia, terza classificata del torneo di qualificazione di partecipare.

## Partecipanti
I gironi sono stati annunciati il 31 ottobre 2007, basandosi sui risultato dell'edizione precedente e dei successivi tornei di qualificazione all'evento 2009.
| Gruppo A                             | Gruppo B                                      | Gruppo C                                           | Gruppo D                                    |
| ------------------------------------ | --------------------------------------------- | -------------------------------------------------- | ------------------------------------------- |
| India (1) Bangladesh (8) Irlanda (9) | Pakistan (2) Inghilterra (7) Paesi Bassi (10) | Australia (3) Sri Lanka (6) Indie Occidentali (11) | Nuova Zelanda (4) Sudafrica (5) Scozia (12) |

## Stadi
Tutte le partite sono state disputate nei seguenti stadi:
| Nottingham                   | Londra           | Londra           |
| ---------------------------- | ---------------- | ---------------- |
| Trent Bridge                 | Lord's           | The Oval         |
| Capacità: 17.500             | Capacità: 28.000 | Capacità: 23.500 |
|                              |                  |                  |
| Trent Bridge The Oval Lord's |                  |                  |

## Primo turno

### Gruppo A

#### Partite
| Data           | Luogo                   | In battuta (nel I innings)  | Al lancio (nel I innings)   | Risultato                                                                   |
| -------------- | ----------------------- | --------------------------- | --------------------------- | --------------------------------------------------------------------------- |
| 6 giugno 2009  | Trent Bridge Nottingham | India 180/5 (20 overs)      | Bangladesh 155/8 (20 overs) | IND vince di 25 runs                                                        |
| 8 giugno 2009  | Trent Bridge Nottingham | Bangladesh 137/8 (20 overs) | Irlanda 138/4 (18.2 overs)  | IRL vince di 6 wickets                                                      |
| 10 giugno 2009 | Trent Bridge Nottingham | Irlanda 112/8 (18 overs)    | India 113/2 (15.3 overs)    | IND vince di 8 wickets La pioggia ha cancellato gli ultimi 2 overs dell'IRL |

#### Classifica
| Squadra        | Seed | G | V | P | NR | NRR    | Pts |
| -------------- | ---- | - | - | - | -- | ------ | --- |
| India (1)      | A1   | 2 | 2 | 0 | 0  | +1.227 | 4   |
| Irlanda (9)    | A2   | 2 | 1 | 1 | 0  | -0.162 | 2   |
| Bangladesh (8) |      | 2 | 0 | 2 | 0  | -0.966 | 0   |

### Gruppo B

#### Partite
| Data          | Luogo                        | In battuta (nel I innings)   | Al lancio (nel I innings)           | Risultato              |
| ------------- | ---------------------------- | ---------------------------- | ----------------------------------- | ---------------------- |
| 5 giugno 2009 | Lord's Cricket Ground Londra | Inghilterra 162/5 (20 overs) | Paesi Bassi 163/6 (20 overs)        | NED vince di 4 wickets |
| 7 giugno 2009 | The Oval Londra              | Inghilterra 185/5 (20 overs) | Pakistan 137/7 (20 overs)           | ENG vince di 48 runs   |
| 9 giugno 2009 | Lord's Cricket Ground Londra | Pakistan 175/5 (20 overs)    | Paesi Bassi 93/all out (17.3 overs) | PAK vince di 82 runs   |

#### Classifica
| Squadra          | Seed | G | V | P | NR | NRR    | Pts |
| ---------------- | ---- | - | - | - | -- | ------ | --- |
| Inghilterra (7)  | B2   | 2 | 1 | 1 | 0  | +1.175 | 2   |
| Pakistan (2)     | B1   | 2 | 1 | 1 | 0  | +0.850 | 2   |
| Paesi Bassi (10) |      | 2 | 1 | 1 | 0  | -2.025 | 2   |

### Gruppo C

#### Partite
| Data           | Luogo                   | In battuta (nel I innings) | Al lancio (nel I innings)            | Risultato              |
| -------------- | ----------------------- | -------------------------- | ------------------------------------ | ---------------------- |
| 6 giugno 2009  | The Oval Londra         | Australia 169/7 (20 overs) | Indie Occidentali 172/3 (15.5 overs) | IOB vince di 7 wickets |
| 8 giugno 2009  | Trent Bridge Nottingham | Australia 159/9 (20 overs) | Sri Lanka 160/4 (19 overs)           | SRI vince di 6 wickets |
| 10 giugno 2009 | Trent Bridge Nottingham | Sri Lanka 192/5 (20 overs) | Indie Occidentali 177/5 (20 overs)   | SRI vince di 15 runs   |

#### Classifica
| Squadra                | Seed | G | V | P | NR | NRR    | Pts |
| ---------------------- | ---- | - | - | - | -- | ------ | --- |
| Sri Lanka (6)          | C2   | 2 | 2 | 0 | 0  | +0.626 | 4   |
| Indie Occidentali (11) | C1   | 2 | 1 | 1 | 0  | +0.715 | 2   |
| Australia (3)          |      | 2 | 0 | 2 | 0  | -1.331 | 0   |

### Gruppo D

#### Partite
| Data          | Luogo                        | In battuta (nel I innings) | Al lancio (nel I innings)      | Risultato                                                  |
| ------------- | ---------------------------- | -------------------------- | ------------------------------ | ---------------------------------------------------------- |
| 6 giugno 2009 | The Oval Londra              | Scozia 89/4 (7 overs)      | Nuova Zelanda 90/3 (6 overs)   | NZL vince di 7 wickets Partita ridotta a 7 overs per parte |
| 7 giugno 2009 | The Oval Londra              | Sudafrica 211/5 (20 overs) | Scozia 81/all out (15.3 overs) | RSA vince di 130 runs                                      |
| 9 giugno 2009 | Lord's Cricket Ground Londra | Sudafrica 128/7 (20 overs) | Nuova Zelanda 127/5 (20 overs) | RSA vince di 1 run                                         |

#### Classifica
| Squadra           | Seed | G | V | P | NR | NRR    | Pts |
| ----------------- | ---- | - | - | - | -- | ------ | --- |
| Sudafrica (5)     | D2   | 2 | 2 | 0 | 0  | +3.275 | 4   |
| Nuova Zelanda (4) | D1   | 2 | 1 | 1 | 0  | +0.309 | 2   |
| Scozia (12)       |      | 2 | 0 | 2 | 0  | -5.281 | 0   |

## Super 8

### Gruppo E

#### Partite
| Data           | Luogo                        | In battuta (nel I innings)           | Al lancio (nel I innings)            | Risultato                           |
| -------------- | ---------------------------- | ------------------------------------ | ------------------------------------ | ----------------------------------- |
| 11 giugno 2009 | Trent Bridge Nottingham      | Inghilterra 111/all out (19.5 overs) | Sudafrica 114/3 (18.2 overs)         | RSA vince di 7 wickets              |
| 12 giugno 2009 | Lord's Cricket Ground Londra | India 153/7 (20 overs)               | Indie Occidentali 156/3 (18.4 overs) | IOB vince di 7 wickets              |
| 13 giugno 2009 | The Oval Londra              | Sudafrica 183/7 (20 overs)           | Indie Occidentali 163/9 (20 overs)   | RSA vince di 20 runs                |
| 14 giugno 2009 | Lord's Cricket Ground Londra | Inghilterra 153/7 (20 overs)         | India 150/5 (20 overs)               | ENG vince di 3 runs                 |
| 15 giugno 2009 | The Oval Londra              | Inghilterra 161/6 (20 overs)         | Indie Occidentali 82/5 (8.2 overs)   | IOB vince di 5 wickets (Metodo D/L) |
| 16 giugno 2009 | Trent Bridge Nottingham      | Sudafrica 130/5 (20 overs)           | India 118/8 (20 overs)               | RSA vince di 12 runs                |

#### Classifica
| Squadra           | Pts | G | V | P | NR     | NRR |
| ----------------- | --- | - | - | - | ------ | --- |
| Sudafrica         | 3   | 3 | 0 | 0 | +0.787 | 6   |
| Indie Occidentali | 3   | 2 | 1 | 0 | +0.063 | 4   |
| Inghilterra       | 3   | 1 | 2 | 0 | -0.414 | 2   |
| India             | 3   | 0 | 3 | 0 | -0.466 | 0   |

### Gruppo F

#### Partite
| Data           | Luogo                        | In battuta (nel I innings)            | Al lancio (nel I innings)            | Risultato              |
| -------------- | ---------------------------- | ------------------------------------- | ------------------------------------ | ---------------------- |
| 11 giugno 2009 | Trent Bridge Nottingham      | Nuova Zelanda 198/5 (20 overs)        | Irlanda 115/all out (16.4 overs)     | NZL vince di 83 runs   |
| 12 giugno 2009 | Lord's Cricket Ground Londra | Sri Lanka 150/7 (20 overs)            | Pakistan 131/9 (20 overs)            | SRI vince di 19 runs   |
| 13 giugno 2009 | The Oval Londra              | Nuova Zelanda 99/all out (18.3 overs) | Pakistan 100/4 (13.1 overs)          | PAK vince di 6 wickets |
| 14 giugno 2009 | Lord's Cricket Ground Londra | Sri Lanka 144/9 (20 overs)            | Irlanda 135/7 (20 overs)             | SRI vince di 9 runs    |
| 15 giugno 2009 | The Oval Londra              | Pakistan 159/5 (20 overs)             | Irlanda 120/9 (20 overs)             | PAK vince di 39 runs   |
| 16 giugno 2009 | Trent Bridge Nottingham      | Sri Lanka 158/5 (20 overs)            | Nuova Zelanda 110/all out (17 overs) | SRI vince di 48 runs   |

#### Classifica
| Squadra       | Pts | G | V | P | NR     | NRR |
| ------------- | --- | - | - | - | ------ | --- |
| Sri Lanka     | 3   | 3 | 0 | 0 | +1.267 | 6   |
| Pakistan      | 3   | 2 | 1 | 0 | +1.185 | 4   |
| Nuova Zelanda | 3   | 1 | 2 | 0 | -0.232 | 2   |
| Irlanda       | 3   | 0 | 3 | 0 | -2.183 | 0   |

## Eliminazione diretta
|  | Semifinali        | Semifinali        | Semifinali |           |          | Finale   | Finale | Finale |  |
|  |                   |                   |            |           |          |          |        |        |  |
|  | Sudafrica         | Sudafrica         | 142/5      |           |          |          |        |        |  |
|  | Sudafrica         | Sudafrica         | 142/5      |           |          |          |        |        |  |
|  | Pakistan          | Pakistan          | 149/4      |           |          |          |        |        |  |
|  | Pakistan          | Pakistan          | 149/4      |           | Pakistan | Pakistan | 139/2  |        |  |
|  |                   |                   |            |           | Pakistan | Pakistan | 139/2  |        |  |
|  |                   |                   | Sri Lanka  | Sri Lanka | 138/6    |          |        |        |  |
|  | Sri Lanka         | Sri Lanka         | Sri Lanka  | Sri Lanka | 138/6    | 158/5    |        |        |  |
|  | Sri Lanka         | Sri Lanka         |            |           |          |          |        |        |  |
|  | Indie Occidentali | Indie Occidentali | 101/ao     |           |          |          |        |        |  |

### Semifinali
| Data           | Luogo                   | In battuta (nel I innings) | Al lancio (nel I innings)                  | Risultato            |
| -------------- | ----------------------- | -------------------------- | ------------------------------------------ | -------------------- |
| 18 giugno 2009 | Trent Bridge Nottingham | Pakistan 149/4 (20 overs)  | Sudafrica 142/5 (20 overs)                 | PAK vince di 7 runs  |
| 19 giugno 2009 | The Oval Londra         | Sri Lanka 158/5 (20 overs) | Indie Occidentali 101/all out (17.4 overs) | SRI vince di 57 runs |

### Finale
| Data           | Luogo                        | In battuta (nel I innings) | Al lancio (nel I innings)   | Risultato              |
| -------------- | ---------------------------- | -------------------------- | --------------------------- | ---------------------- |
| 21 giugno 2009 | Lord's Cricket Ground Londra | Sri Lanka 138/6 (20 overs) | Pakistan 139/2 (18.4 overs) | PAK vince di 8 wickets |